# Кан Сынюн
Кан Сынюн (кор. 강승윤; родился 21 января 1994 года), известный как Сынюн или Юн, является южнокорейским певцом-автором песен, продюсером, актером и лидером мужской группы Winner. В 2010 году он принимал участие в конкурсе реалити-шоу Superstar K2 и занял четвертое место. В январе 2011 года он стал стажером в YG Entertainment и дебютировал в качестве сольного исполнителя в июле 2013 года и в качестве лидера Winner в августе 2014 года.